# Monte Gordo
Monte Gordo is het belangrijkste toeristische centrum van de Oost-Algarve met een ligging vlak tegen de Spaanse grens. Monte Gordo heeft 3308 inwoners (2011) op een oppervlakte van 4,12 km².
Dit voormalige vissersplaatsje is uitgegroeid tot een belangrijke badplaats met een prachtig breed en goed onderhouden zandstrand. Het stadscentrum biedt een groot aantal winkels, tevens is er nog een groot aantal oude vissershuisjes bewaard gebleven. De visserij wordt nog steeds beoefend, zij het in mindere mate. Op het strand liggen nog enkele tientallen kleinere vissersbootjes. Monte Gordo telt enkele goede visrestaurants.
In Monte Gordo is een casino aan de boulevard.
Er is een vogelreservaat tussen Monte Gordo en Castro Marim.
Ook staat Monte Gordo bekend als een favoriete bestemming van verschillende (top)atleten uit allerlei landen.
Dit vanwege de mooie paden in de bossen tussen Monte Gordo en Vila Real de Santo António waar ook een mooi sportcomplex is.